# Флёри, Дамьен
Дамьен Флёри (фр. Damien Fleury; 1 февраля 1986, Кан, Нормандия, Франция) — французский хоккеист, правый нападающий клуба «Гренобль» и сборной Франции.

## Карьера

### Клубная
Воспитанник школы клуба «Кан», выступал в его составе с 2003 по 2006 годы. Дебютировал в Лиге Магнуса в сезоне 2004/2005. В сезоне 2005/2006 был признан лучшим нападающим чемпионата Франции. В сезоне 2006/2007 выступал за команду «Вильяр-де-Лан», летом 2007 года перешёл в состав его противников «Гренобль», с которым в 2009 году выиграл чемпионат Франции, в 2008 и 2009 году — Кубок Франции, а также Кубок Лиги и Кубок чемпионов в 2009 году. Стал игроком 2010 года в чемпионате Франции.
С 2010 по 2013 годы Дамьен выступал в чемпионатах Швеции за команды «Вестерос» (25 голов и 13 голевых передач в 50 играх), «Лулео» (успел сыграть 20 игр), «Тимро» (играл до конца сезона 2011/2012) и «Сёдертелье» (63 очка в 76 играх). В 2014 году сыграл 8 матчей за швейцарскую «Лозанну». В сезоне 2014/15 играл за финский «Спорт» и шведский «Юргорден». В сезоне 2015/16 играл за немецкий «Швеннингер Уайлд Уингз», где набрал 40 очков (25+15) в 52 матчах.
5 июля 2016 года Флёри подписал контракт с дебютантом КХЛ клубом «Куньлунь Ред Стар». В сезоне 2016/17 сыграл за «Куньлунь» 57 матчей и набрал 16 очков (9+7). 
В сезоне 2017/18 играл за финский «Лукко» и немецкий «Швеннингер Уайлд Уингз». С 2018 года играет во Франции за «Гренобль».

### В сборной
В сборной Флёри играл на чемпионате мира среди молодёжных команд в дивизионе B в 2006 году, набрав два очка за счёт голевых передач в пяти играх. В основной сборной играл на чемпионатах мира 2009, 2011, 2012 и 2013 года: в 2013 году в матче против сборной России именно он сравнял счёт и помог Франции сенсационно обыграть Россию со счётом 2:1.